# Orchestina hyperofrontata
Espèce
Orchestina hyperofrontata est une espèce d'araignées aranéomorphes de la famille des Oonopidae.

## Distribution
Cette espèce est endémique du Yunnan en Chine,. Elle se rencontre dans le Dali.

## Description
Le mâle holotype mesure 1,31 mm.

## Systématique et taxinomie
Cette espèce a été décrite par Tong et Yang en 2024.

## Publication originale
- Wang, Bian, Tong & Yang, 2024 : « Two new species of Orchestina Simon, 1882 (Araneae, Oonopidae) from Cangshan Mountain, Yunnan, China. » ZooKeys, vol. 1195, p. 239-247 (texte intégral).